# 克耶语
克耶語，或稱紅克倫語、克倫尼語，是緬甸克耶族（紅克倫族）使用的母語，為克倫語支之下的一組方言連續體。
據報導，至2000年時，東部克耶語在緬甸有260,000名使用者、在泰國有100,000名使用者。而西部克耶語在1987年共有210,000名使用者。